# Championnat d'Europe de courses de camions 2017
Pour les articles homonymes, voir CECC.
Navigation
2016 2018
Le championnat ETRC 2017, 33e édition du championnat d'Europe de courses de camions débute le 13 mai 2017 à Spielberg en Autriche, et s’achève le 8 octobre 2017 à Jarama en Espagne et comporte neufs Grands Prix. Il marque notamment le retour de deux triple champion d'Europe Antonio Albacete et David Vršecký. Il marque notamment les débuts de l'équipe allemande Die Bullen Von Iveco Magirus.
Le pilote tchèque Adam Lacko remporte à Jarama, le 7 octobre son premier titre de champion européen lors de la course 1. Avec douze victoires pour Lacko et une pour Vršecký, Buggyra Racing 1969 remporte un cinquième sacre. Gerd Körber annonce son retrait du championnat complet.

## Repères de début de saison
Départs
- Ellen Lohr quitte le championnat pour de nouveaux challenges mais n’exclue pas d’y revenir dans les prochaines années;
- Anthony Janiec part pour disputer la Coupe de France camions toujours avec son équipe le Lion Truck Racing;
- Rene Reinert préfère se concentrer à plein temps à la direction de son entreprise de logistique.

Retours
- Antonio Albacete fait son retour cette année dans l’équipe Lutz Bernau pour faire équipe avec José-Fernando Rodrigues.
- David Vršecký revient au côté d'Adam Lacko chez Buggyra Racing 1969.

Équipes
- Jochen Hahn fait équipe avec Gerd Körber pour le Die Bullen von Iveco Magirus;
- Sasha Lenz fait équipe avec Stephanie Halm pour le team Reinert Adventure.

## Pilotes et camions
| Équipes                            | Constructeurs | Châssis                   | Moteurs      | Pneus | no | Pilotes           |
| ---------------------------------- | ------------- | ------------------------- | ------------ | ----- | -- | ----------------- |
| Die Bullen Von Iveco Marirus       | Iveco         | Iveco Stralis 440 E 56 XP | Iveco        | G     | 27 | Gerd Körber       |
| Die Bullen Von Iveco Marirus       | Iveco         | Iveco Stralis 440 E 56 XP | Iveco        | G     | 1  | Jochen Hahn       |
| Buggyra Racing 1969                | Freightliner  | Freightliner              | Freightliner | G     | 33 | Adam Lacko        |
| Buggyra Racing 1969                | Freightliner  | Freightliner              | Freightliner | G     | 55 | David Vrsecky     |
| Tankpool 24 Racing                 | Mercedes      | Mercedes                  | Mercedes     | G     | 24 | Norbert Kiss      |
| Tankpool 24 Racing                 | Mercedes      | Mercedes                  | Mercedes     | G     | 42 | Andre Kursim      |
| Truck Sport Lutz Bernau/Reboconort | Man           | Man                       | Man          | G     | 23 | Antonio Albacete  |
| Truck Sport Lutz Bernau/Reboconort | Man           | Man                       | Man          | G     | 32 | Eduardo Rodrigues |
| Team Reinert Adventure             | Man           | Man                       | Man          | G     | 44 | Stephanie Halm    |
| Team Reinert Adventure             | Man           | Man                       | Man          | G     | 30 | Sascha Lenz       |

## Grand Prix de la saison 2017
Le 30 novembre 2016, le Conseil mondial de la Fédération internationale de l'automobile réuni à Vienne (Autriche) officialise définitivement une saison comprenant neuf Grand Prix, sur les mêmes circuits qu'en 2016, avec une course en moins ; le Grand Prix de Nogaro, pour une raison d’incompatibilité de dates avec le Grand Prix du Nürburgring, les deux Grand Prix se suivant depuis plusieurs années. Un nouveau Grand Prix fait son apparition cette saison, le Grand Prix de Slovaquie. Les Grands Prix du Mans et de Jarama échangent leurs places, Jarama redevient dernière manche, place qu'il n'a plus occupé depuis 2010.
| N° | Date          | Grand Prix                  | Lieu             | Vainqueur Course 1 | Vainqueur Course 2 | Vainqueur Course 3 | Vainqueur Course 4 | Pole position Course 1 | Pole position Course 3 |
| -- | ------------- | --------------------------- | ---------------- | ------------------ | ------------------ | ------------------ | ------------------ | ---------------------- | ---------------------- |
| 1  | 13.05 – 14.05 | Grand Prix du Red Bull Ring | Spielberg        | Jochen Hahn        | Jose Rodrigues     | Stephanie Halm     | Jochen Hahn        | Jochen Hahn            | Stephanie Halm         |
| 2  | 27.05 – 28.05 | Grand Prix de Misano        | Misano Adriatico | Adam Lacko         | Jochen Hahn        | Adam Lacko         | Adam Lacko         | Adam Lacko             | Adam Lacko             |
| 3  | 01.07 – 02.07 | Grand Prix du Nürburgring   | Nürburg          | Adam Lacko         | Adam Lacko         | Adam Lacko         | Annulé             | Adam Lacko             | Norbert Kiss           |
| 4  | 15.07 – 16.07 | Grand Prix de Slovaquie     | Orechová Potôň   | Norbert Kiss       | Antonio Albacete   | Norbert Kiss       | Stephanie Halm     | Norbert Kiss           | Jochen Hahn            |
| 5  | 26.08 – 27.08 | Grand Prix de Hongrie       | Budapest         | Norbert Kiss       | Adam Lacko         | Adam Lacko         | Adam Lacko         | Norbert Kiss           | Norbert Kiss           |
| 6  | 02.09 – 03.09 | Grand Prix de Most          | Most             | Jochen Hahn        | Ryan Smith         | Adam Lacko         | Shane Brereton     | Jochen Hahn            | Adam Lacko             |
| 7  | 16.09 – 17.09 | Grand Prix de Zolder        | Zolder           | Norbert Kiss       | Andre Kursim       | Adam Lacko         | Andre Kursim       | Adam Lacko             | Adam Lacko             |
| 8  | 23.09 – 24.09 | Grand Prix du Mans          | Le Mans          | Stephanie Halm     | Norbert Kiss       | Adam Lacko         | Gerd Körber        | Stephanie Halm         | Sascha Lenz            |
| 9  | 07.10 – 08.10 | Grand Prix de Jarama        | Jarama           | Antonio Albacete   | David Vršecký      | Norbert Kiss       | Antonio Albacete   | Antonio Albacete       | Norbert Kiss           |

## Faits marquants du championnat
Grand Prix de Misano : Lors de la journée du samedi a eu lieu la séance de qualification la plus serrée de l'histoire du Championnat. À l'issue de la première Super Pole du weekend Adam Lacko s'empare de la première place à seulement 0.001 s de Norbert Kiss, ce qui en fait la séance de qualification la plus proche de l'histoire du championnat.
Adam Lacko prend la tête du championnat avec 92 points, suivent Stephanie Halm (80 points), Jochen Hahn (72 points), Antonio Albacete (60 points), Norbert Kiss (56 points), Gerd Körber (47 points). Team Reinert Adventure prend la tête du classement par équipes avec 127 points et devance Die Bullen von Iveco Magirus (122 points), Buggyra Racing 1969 (107 points), Truck Sport Bernau - Reboconort (97 points) et Team tankpool24 Racing (77 points).
Grand Prix du Nürburgring : La dernière course du weekend a été annulée à la suite de la course 4 de la manche allemande du championnat britannique. L'injecteur moteur d'un des concurrents s'est cassé et a répandu du diesel sur la piste pendant le tour de formation. Après une heure de nettoyage de la piste par les commissaires la direction de course a décidé d'annuler les dernières courses du weekend.
André Kursim obtient le meilleur résultat de sa carrière avec une quatrième place lors de la course 3.
Grand Prix de Slovaquie : Antonio Albacete obtient sa centième victoire en catégorie unique. Le Grand Prix a accueilli 25 000 spectateurs pour sa première édition.
Grand Prix de Zolder : Andre Kursim remporte les deux premières victoires de sa carrière lores des courses 2 et 4. Tankpool 24 obtient le premier doublé de son histoire lors de la course 2 avec la victoire d'Andre Kursim et la deuxième place de Norbert Kiss. Adam Lacko est contraint à l'abandon lors de la course 1 à la suite d'un problème de boîte de vitesses lors du 4e tour.
Grand Prix du Mans : Sascha Lenz obtient la première pole position de sa carrière lors de la course 3 et obtient sa meilleure place en terminant troisième.
Avec 300 points, Jochen Hahn reprend huit points à Adam Lacko, qui conserve la tête du championnat avec 345 points ; suivent Norbert Kiss (284 points), Stephanie Halm (270 points), Antonio Albacete (213 points), Sascha Lenz (164 points). Avec 494 points Buggyra Racing 1969 conserve la tête du championnat et devance Team Reinert Adventure (457 points), suivent Die Bullen von Iveco Magirus (449 points), Team tankpool24 Racing (390 points) et Truck Sport Bernau - Reboconort (303 points).
Grand Prix de Jarama : Adam Lacko remporte son premier titre européen dès la course 1. David Vršecký obtient sa première victoire de la saison. Antonio Albacete remporte sa deuxième victoire de la saison lors de la course 1 après avoir obtenu la pole position.
Adam Lacko termine la saison en champion d'Europe pour la première fois, avec 381 points, soit trente-huit points d'avance sur son rival Jochen Hahn (343 points) qui devance Norbert Kiss troisième avec 315 points ; suivent Stephanie Halm (298 points), Antonio Albacete (255 points), Sascha Lenz (184 points), Gerd Körber (153 points), David Vršecký (150 points).

## Classement saison 2017

### Attribution des points
| 1er           | 2e | 3e | 4e | 5e | 6e | 7e | 8e | 9e | 10e |   |
| Courses 1 & 3 | 20 | 15 | 12 | 10 | 8  | 6  | 4  | 3  | 2   | 1 |
| Course 2 & 4  | 10 | 9  | 8  | 7  | 6  | 5  | 4  | 3  | 2   | 1 |

### Pilotes
| Pos. | Pilotes          | Drapeau de l'Autriche | Drapeau de Saint-Marin | Drapeau de l'Allemagne | Drapeau de la Slovaquie | Drapeau de la Hongrie | Drapeau de la Tchéquie | Drapeau de la Belgique | Drapeau de la France | Drapeau de la communauté de Madrid | Points |
| ---- | ---------------- | --------------------- | ---------------------- | ---------------------- | ----------------------- | --------------------- | ---------------------- | ---------------------- | -------------------- | ---------------------------------- | ------ |
| 1    | Adam Lacko       | 3                     | 1                      | 1                      | 2                       | 1                     | 1                      | 4                      | 4                    | 3                                  | 381    |
| 2    | Jochen Hahn      | 1                     | 5                      | 3                      | 2                       | 2                     | 2                      | 1                      | 1                    | 1                                  | 343    |
| 3    | Norbert Kiss     | 7                     | 2                      | 2                      | 1                       | 4                     | 5                      | 1                      | 3                    | 4                                  | 315    |
| 4    | Stephanie Halm   | 2                     | 3                      | 4                      | 4                       | 3                     | 3                      | 7                      | 2                    | 5                                  | 229    |
| 5    | Antonio Albacete | 6                     | 4                      | 7                      | 5                       | 7                     | 4                      | 3                      | 8                    | 2                                  | 225    |
| 6    | Sascha Lenz      | 5                     | 6                      | 6                      | 8                       | 6                     | 7                      | 5                      | 7                    | 8                                  | 184    |
| 7    | Gerd Körber      | 4                     | 7                      | 5                      | 7                       | 8                     | 8                      | 8                      | 6                    | 7                                  | 153    |
| 8    | David Vrsecky    | 8                     | 0                      | 8                      | 6                       | 5                     | 6                      | 6                      | 5                    | 6                                  | 150    |

### Équipes
| Pos. | Team                               | No. | Pilotes           | Points |
| ---- | ---------------------------------- | --- | ----------------- | ------ |
| 1    | Buggyra Racing 1969                | 55  | Adam Lacko        | 558    |
| 1    | Buggyra Racing 1969                | 33  | David Vršecký     | 558    |
| 2    | Die Bullen Von Iveco Magirus       | 1   | Jochen Hahn       | 518    |
| 2    | Die Bullen Von Iveco Magirus       | 27  | Gerd Körber       | 518    |
| 3    | Team Reinert Adventure             | 44  | Stephanie Halm    | 505    |
| 3    | Team Reinert Adventure             | 30  | Sascha Lenz       | 505    |
| 4    | Tankpool 24 Racing                 | 24  | Norbert Kiss      | 429    |
| 4    | Tankpool 24 Racing                 | 42  | Andre Kursim      | 429    |
| 5    | Truck Sport Lutz Bernau/Reboconort | 23  | Antonio Albacete  | 354    |
| 5    | Truck Sport Lutz Bernau/Reboconort | 38  | Edourdo Rodrigues | 354    |